# Ниситама
Уезд Ниситама (яп. 西多摩郡 Ниситама-гун) — уезд в составе Токио.

## История
Уезд образовался в 1878 году, когда в результате административной реформы была упразднена провинция Мусаси, а входивший в её состав уезд Тама был разделён на четыре: Хигаситама («Восточный Тама»), Китатама («Северный Тама»), Минамитама («Южный Тама») и Ниситама («Западный Тама»). В свежесозданный уезд Ниситама вошло 2 посёлка и 30 сёл.
По мере роста численности населения и прогрессирующей урбанизации сёла сливались друг с другом, получали статус города и выходили из-под юрисдикции уезда. Таким образом уезд Ниситама потерял территории современных городов Оме, Фусса, Хамура и Акируно.

## Состав
В настоящее время в состав уезда входят три посёлка и одно село:
- Село Хинохара
- Посёлок Хиноде
- Посёлок Мидзухо
- Посёлок Окутама